# Simone Terraneo
Simone Terraneo, né le 30 juin 2004 à Biasca, est un joueur suisse de hockey sur glace. Il joue au poste de défenseur.

## Biographie

### Jeunesse
Terraneo apprend à jouer au hockey sur glace dès l'âge de 4 ans dans le mouvement junior du HC Ambrì-Piotta. En 2019, il rejoint le système de formation du CP Berne et suit en parallèle une formation dans une école de commerce avec maturité.

### En club
Le 21 juillet 2021, Terraneo est échangé par Berne à Ambrì et il signe un contrat avec son club formateur d'une durée de 4 ans avec une option d'une année pour Ambrì. Il joue principalement pour le HCB Ticino Rockets en Swiss League, mais obtient un match en National League le 22 février 2022 face au Lausanne HC.
La saison 2023-2024 est la première qu'il joue régulièrement en NL. Au début de la saison, il a profité d'un temps de jeu et de plus de liberté pour exprimer son talent offensif. Il inscrit son premier but lors de la première journée le 15 septembre 2023 face au SC Rapperswil-Jona Lakers. La fin de la saison fut un peu plus compliquée et son temps de jeu a diminué.
Le 8 août 2024, il prolonge son contrat jusqu'à l'été 2028 avec une option d'une année supplémentaire pour le club.

### Carrière internationale
Terraneo participe à la Coupe Hlinka-Gretzky en août 2021. Il participe au Championnat du monde U18 de 2022 et au Championnat du monde junior 2024.

## Statistiques

### En club

#### Championnat
| Saison    | Équipe              | Ligue      |                   | Saison régulière  | Saison régulière  | Saison régulière  | Saison régulière  | Saison régulière  |                   | Séries éliminatoires | Séries éliminatoires | Séries éliminatoires | Séries éliminatoires | Séries éliminatoires |
| Saison    | Équipe              | Ligue      | PJ                | B                 | A                 | Pts               | Pun               | PJ                | B                 | A                    | Pts                  | Pun                  |                      |                      |
| 2020-2021 | CP Berne U20        | U20 Élites | 3                 | 0                 | 0                 | 0                 | 2                 | -                 | -                 | -                    | -                    | -                    |                      |                      |
| 2021-2022 | HC Ambrì-Piotta U20 | U20 Élites | 40                | 1                 | 17                | 18                | 53                | 8                 | 3                 | 4                    | 7                    | 10                   |                      |                      |
| 2021-2022 | HC Ambrì-Piotta     | NL         | 1                 | 0                 | 0                 | 0                 | 0                 | -                 | -                 | -                    | -                    | -                    |                      |                      |
| 2021-2022 | HCB Ticino Rockets  | SL         | 3                 | 0                 | 0                 | 0                 | 0                 | -                 | -                 | -                    | -                    | -                    |                      |                      |
| 2022-2023 | HC Ambrì-Piotta U20 | U20 Élites | 17                | 6                 | 16                | 22                | 20                | 4                 | 0                 | 2                    | 2                    | 2                    |                      |                      |
| 2022-2023 | HC Ambrì-Piotta     | NL         | 3                 | 0                 | 0                 | 0                 | 2                 | -                 | -                 | -                    | -                    | -                    |                      |                      |
| 2022-2023 | HCB Ticino Rockets  | SL         | 35                | 3                 | 18                | 21                | 18                | -                 | -                 | -                    | -                    | -                    |                      |                      |
| 2023-2024 | HC Ambrì-Piotta U20 | U20 Élites | 1                 | 0                 | 0                 | 0                 | 0                 | 7                 | 1                 | 0                    | 1                    | 8                    |                      |                      |
| 2023-2024 | HC Ambrì-Piotta     | NL         | 38                | 1                 | 4                 | 5                 | 12                | 2                 | 0                 | 0                    | 0                    | 0                    |                      |                      |
| 2024-2025 | HC Ambrì-Piotta     | NL         | Saison en cours ? | Saison en cours ? | Saison en cours ? | Saison en cours ? | Saison en cours ? | Saison en cours ? | Saison en cours ? | Saison en cours ?    | Saison en cours ?    | Saison en cours ?    |                      |                      |

#### Tournoi
| Saison    | Équipe                    | Compétition |   | PJ | B | A | Pts | Pun |  | Résultat |
| 2016-2017 | Sélection de l'Est Suisse | TIHPQ       | 2 | 0  | 0 | 0 | 0   |     |  |          |

### En équipe nationale
| Année | Équipe     | Compétition                 |   | PJ | B | A | Pts | Pun      |  | Résultat |
| 2021  | Suisse U18 | Coupe Hlinka-Gretzky        | 4 | 0  | 0 | 0 | 2   | 8e place |  |          |
| 2022  | Suisse U18 | Championnat du monde U18    | 4 | 1  | 2 | 3 | 6   | 6e place |  |          |
| 2024  | Suisse U20 | Championnat du monde junior | 5 | 0  | 3 | 3 | 0   | 7e place |  |          |